# Invasão alemã de Luxemburgo
A invasão alemã de Luxemburgo foi parte do Plano Manstein (em alemão: Fall Gelb), a invasão alemã da região Países Baixos, Bélgica, Luxemburgo e Países Baixos, e da França durante a Segunda Guerra Mundial. A batalha começou em 10 de maio de 1940 e durou apenas um dia. Enfrentando apenas uma leve resistência, as tropas alemãs rapidamente ocuparam Luxemburgo. O governo luxemburguês e a Carlota, Grã-Duquesa de Luxemburgo conseguiram escapar do país e um governo no exílio foi criado em Londres.

## Contexto
Em 1 de setembro de 1939, a Alemanha Nazista invadiu a Polônia, iniciando a Segunda Guerra Mundial. Isso colocou o governo grão-ducal de Luxemburgo em uma situação delicada. Por um lado, as simpatias da população estavam com o Reino Unido e a França; por outro lado, devido à política de neutralidade do país desde o Tratado de Londres em 1867, o governo adotou uma postura cuidadosa e não-beligerante em relação aos seus vizinhos. De acordo com as restrições do tratado, a única força militar mantida por Luxemburgo era seu pequeno Corpo de Voluntários sob o comando do capitão Aloyse Jacoby, reforçado pela gendarmaria Grão-Ducal sob o comando do capitão Maurice Stein. Juntos, eles formaram o Corps des Gendarmes et Volontaires sob o comando do major-comandante Émile Speller.
Ao meio-dia de 1 de setembro, a Rádio Luxemburgo anunciou que, para que o país permanecesse inequivocamente neutro, deixaria de transmitir. As exceções eram uma mensagem diária de 20 minutos ao meio-dia e à noite, reservada para anúncios do governo. Durante o resto do mês, o governo forneceu transcrições completas de suas transmissões às delegações estrangeiras no país. Mais tarde naquele dia, várias estações alemãs se passaram pela Rádio Luxemburgo, transmitindo na língua luxemburguesa, fazendo, na opinião do Encarregado de negócios dos Estados Unidos, George Platt Waller, "anúncios extremamente antipáticos". Na noite de 21 de setembro, o governo grão-ducal suspendeu todas as transmissões enquanto aguardava a resolução da guerra.
Em 14 de setembro, o corpo de voluntários foi reforçado com a adição de uma unidade auxiliar de 125 homens. As manobras militares alemãs e o tráfego fluvial deixaram a população cada vez mais nervosa, então, na primavera de 1940, fortificações foram erguidas ao longo das fronteiras com a Alemanha e a França. A chamada Linha Schuster, nomeada em homenagem ao seu principal construtor, consistia em 41 conjuntos de blocos de concreto e portões de ferro; 18 blocos de pontes na fronteira alemã, 18 bloqueios de estradas na fronteira alemã e cinco bloqueios de estradas na fronteira francesa. Como o Corps des Gendarmes et Volontaires não tinha uma unidade pioneira, a construção ficou sob a responsabilidade de engenheiros civis, enquanto o aconselhamento técnico foi buscado dos franceses, que tinham grande interesse no estabelecimento da linha. Uma série de nove postos avançados de rádio foram estabelecidos ao longo da fronteira alemã, cada um deles operado por gendarmes, com um receptor de rádio central no escritório oficial do capitão Stein, perto do Quartel Saint-Esprit dos voluntários na capital. Em 4 de janeiro de 1940, o Gabinete se reuniu sob o comando da Carlota, Grã-Duquesa de Luxemburgo e delineou as medidas a serem tomadas no caso de uma invasão alemã. Carlota decidiu que, se possível, ela e o governo fugiriam para o exterior no caso de um ataque para defender a soberania do país. Durante a Primeira Guerra Mundial, sua irmã mais velha e então Maria Adelaide, Grã-Duquesa de Luxemburgo decidiu ficar durante a ocupação do país pela Alemanha, desacreditando a monarquia; Carlota queria evitar tais problemas. O governo transferiu algumas das reservas de ouro do país para a Bélgica e começou a estocar fundos em suas legações em Bruxelas e Paris, caso fosse forçado a fugir devido a um ataque alemão. A legação de Paris também recebeu um envelope lacrado detalhando um pedido formal de assistência militar do governo francês caso as comunicações fossem cortadas em uma invasão.
Após vários alarmes falsos na primavera de 1940, a probabilidade de um conflito militar entre a Alemanha e a França aumentou. A Alemanha interrompeu a exportação de coque para a Indústria siderúrgica de Luxemburgo. Agentes da Abwehr sob o comando de Oskar Reile se infiltraram no país, se passando por turistas. Isso foi observado pelo Capitão Fernand Archen, um oficial sênior da inteligência francesa disfarçado na Cidade de Luxemburgo, se passando por um comerciante de vinhos. Ele relatou suas descobertas aos seus superiores em Longwy em 7 de maio, entendendo que os agentes seriam usados para tomar pontes importantes sobre os rios Sûre, Mosela e Our. As autoridades de Luxemburgo também tomaram conhecimento, e o Capitão Stein trabalhou para impedir as atividades dos alemães. Em 3 de março, o Terceiro Exército Francês recebeu ordens de ocupar Luxemburgo no caso de um ataque alemão.

## Prelúdio
Na noite de 8 de maio, o Governo Grão-Ducal ordenou pela primeira vez que todas as portas da Linha Schuster fossem fechadas às 11:00 e permanecessem assim, independentemente das circunstâncias, até às 06:00 da manhã seguinte. Ao longo do dia, as autoridades luxemburguesas testemunharam muito menos atividade do outro lado da fronteira e não fizeram relatos de movimentos de tanques ou metralhadoras. Na tarde de 9 de maio, um oficial de inteligência francês estacionado em Clervaux testemunhou tropas alemãs preparando pontes flutuantes no Sûre. Ele tentou em vão contatar o Capitão Fernand Archen e recorreu a um telefonema direto para seus superiores em Longwy. Também naquele dia, um cidadão alemão que trabalhava em Luxemburgo como jardineiro e membro da quinta-coluna alemã avisou seu empregador luxemburguês, Carlo Tuck, que uma invasão era iminente. Tuck repassou o alerta às autoridades governamentais. Mais tarde naquela noite, o governo grão-ducal tomou posse de um documento de um comando divisional alemão. Datado de 23 de abril de 1940, ele detalhou as ordens do chefe do estado-maior da divisão para várias unidades ocuparem pontos estratégicos em Luxemburgo. O governo grão-ducal colocou todos os postos de fronteira e estações da Gendarmaria Grã-ducal em alerta máximo. Na Cidade de Luxemburgo, os gendarmes se mobilizaram para defender prédios públicos e enviaram patrulhas de veículos para prender membros da quinta-coluna. O conselheiro econômico e o chanceler da legação alemã foram detidos para interrogatório sobre alegações de que teriam usado carros da legação para organizar atividades subversivas dentro do país. Como a invasão ainda não havia ocorrido, eles ainda desfrutavam de privilégios diplomáticos e a polícia foi forçada a libertá-los. Um grupo de quinta-colunistas foi preso enquanto tentava chegar à legação. Enquanto isso, o Capitão Archen recebeu o relatório de seu subordinado, mas, a essa altura, informantes da Gendarmaria lhe disseram que tiros haviam sido trocados com agentes alemães em uma fazenda remota perto do Mosela. Às 11h45 do dia 9 de maio, ele comunicou por rádio a Longwy: "Relatórios de importantes movimentos de tropas alemãs na fronteira entre Alemanha e Luxemburgo". Ao longo da noite, suas mensagens se tornaram cada vez mais frenéticas. Dois funcionários da alfândega luxemburguesa em Wormeldange ouviram cavalos e soldados do outro lado do Mosela, mas não conseguiram identificar as atividades dos alemães devido à forte neblina.
Por volta da meia-noite, o Capitão Maurice Stein, o Ministro da Justiça Victor Bodson e o Comissário de Polícia Joseph Michel Weis realizaram uma reunião de emergência. Bodson solicitou que a capital fosse reforçada por gendarmes do sul e disse a Weis para encaminhar essa informação ao comissário distrital da capital para dar as ordens necessárias. Mais tarde, Weis tentou entrar em contato com o comissário distrital por telefone, mas não conseguiu encontrá-lo; os reforços nunca chegaram. Pouco tempo depois, os gendarmes de Diekirch receberam ordens de patrulhar a ponte ferroviária local e tomar cuidado com pessoas desconhecidas. As autoridades luxemburguesas receberam os primeiros relatos de troca de tiros por volta das 02:00 do dia 10 de maio, quando dois gendarmes foram emboscados perto da fronteira alemã por agentes à paisana. Os alemães recuaram para o moinho de Fels, perto de Grevenmacher, e cerca de 20 soldados voluntários foram enviados para prendê-los. O governo então ordenou que todas as portas de aço ao longo da fronteira fossem trancadas. Às 02h15, soldados estacionados em Bous foram atacados por alemães em trajes civis. Um soldado ficou gravemente ferido, assim como um alemão que foi detido. Pouco depois, um tenente da gendarmaria e seu motorista foram emboscados e trocaram tiros com ciclistas que falavam alemão; ninguém ficou ferido. Os membros da quinta-coluna cortaram com sucesso os fios telefônicos entre a capital e os postos de fronteira, forçando os gendarmes a se comunicarem via rádio de ondas curtas. Agentes alemães tomaram gradualmente as estações de rádio; o último posto a cair, em Wasserbillig, transmitiu até os alemães invadirem a sala de operações.
As portas de aço da Linha Schuster foram fechadas em 10 de maio de 1940 às 03h15, após relatos de movimentação de tropas alemãs no lado leste dos rios fronteiriços Our, Sûre e Mosela. Às 03h30, as autoridades luxemburguesas libertaram os pilotos franceses internados e os desertores alemães. A Família Real foi evacuada de sua residência em Colmar-Berg para o Palácio Grão-Ducal na Cidade de Luxemburgo. Cerca de 30 minutos depois, ao amanhecer, aviões alemães foram vistos voando sobre a Cidade de Luxemburgo em direção à Bélgica.

## Invasão

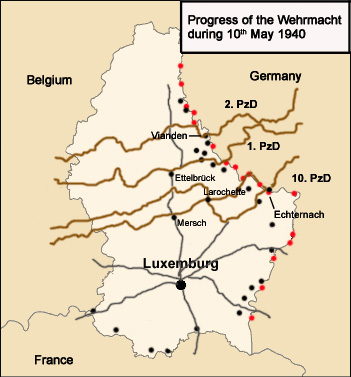
Mapa mostrando as rotas de invasão alemã em Luxemburgo

A invasão alemã começou às 04h35, quando a 1.ª, 2.ª e 10.ª Divisões Panzer cruzaram a fronteira em Wallendorf-Pont, Vianden e Echternach, respectivamente. Rampas de madeira eram usadas para cruzar as armadilhas de tanques da Linha Schuster. Houve troca de tiros, mas os alemães não encontraram resistência significativa, exceto por algumas pontes destruídas e algumas minas terrestres, já que a maioria do Corpo de Voluntários Luxemburguês permaneceu em seus quartéis. A fronteira era defendida apenas por soldados voluntários de guarda e gendarmes. Um punhado de alemães protegeu a ponte do Mosela em Wormeldange e capturou os dois agentes da alfândega que haviam exigido que parassem, mas se abstiveram de abrir fogo. A ponte parcialmente demolida sobre o Sûre em Echternach foi rapidamente reparada por engenheiros do regimento Großdeutschland, permitindo a passagem da 10.ª Divisão Panzer. Aviões sobrevoavam a região, rumo à Bélgica e à França, mas alguns pararam e desembarcaram tropas no país.
O capitão Fernand Archen alertou repetidamente seus superiores em Longwy sobre a invasão, mas seus relatórios nunca chegaram ao 3.º Exército Francês em Metz. O general Charles Condé, comandante do exército, não tinha clareza sobre a situação e às 05h30 enviou unidades de reconhecimento aéreo para investigar. Às 06:00, a 3.ª Divisão de Cavalaria Leve Francesa recebeu ordens de intervir.
Mensagens telefônicas e de rádio dos postos de fronteira para a sede da Gendarmaria e do Corpo de Voluntários informaram o governo luxemburguês e a corte grão-ducal sobre a invasão. O ministro das Relações Exteriores Joseph Bech, na presença do primeiro-ministro Pierre Dupong, tentou entrar em contato com o embaixador alemão na legação e em sua residência particular, mas foram informados de que ele não estava presente em nenhuma delas. Às 06h30, a maioria do governo, incluindo Dupong e Bech, evacuou a capital em comitiva para a cidade fronteiriça de Esch. Victor Bodson ficou no Quartel Saint-Esprit para monitorar a situação. Em Esch, um grupo de 125 tropas de operações especiais alemãs desembarcaram em Fieseler Fi 156 Storch, com ordens de manter a área até a chegada da principal força invasora. Um gendarme confrontou os soldados e pediu que eles saíssem, mas foi feito prisioneiro. A comitiva do governo encontrou um bloqueio em um cruzamento ocupado por unidades alemãs e foi forçada a desviar pelo interior para evitar ser capturada. O embaixador francês Jean Tripier seguiu o grupo do governo, mas foi detido pelos alemães e forçado a retornar à capital. O embaixador belga Kervyn de Meerendré também foi parado por soldados alemães na fronteira e recebeu ordens de voltar, assim como o ministro da Educação luxemburguês, Nicolas Margue, que tentou escapar de táxi. Mais tarde, Bodson fugiu da capital e, tendo aprendido muitas das estradas secundárias de cor, conseguiu evitar os bloqueios alemães e seguir seu caminho para a França.

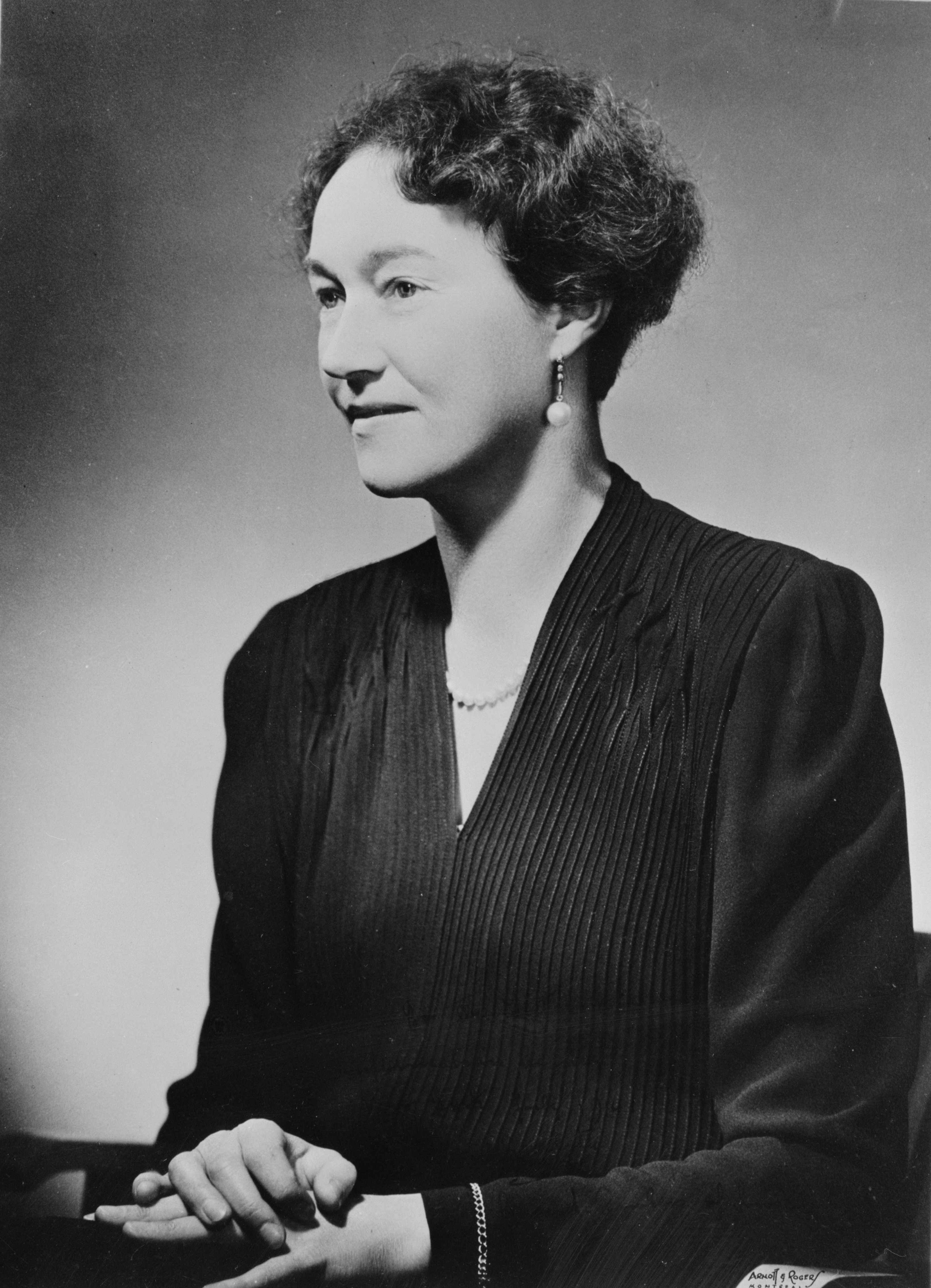
Carlota, Grã-Duquesa de Luxemburgo, fotografada em 1942, fugiu para a França com o governo de Luxemburgo

Após consultar seus ministros, a Carlota, Grã-Duquesa de Luxemburgo decidiu abandonar o Palácio Grão-Ducal na Cidade de Luxemburgo. Acompanhada pelo marido, o Príncipe Felix, pela mãe, a Grã-duquesa viúva Maria Ana, e por membros da comitiva grão-ducal, ela partiu para a vila fronteiriça de Redange. Após uma breve parada, seu grupo cruzou a fronteira às 07h45. Enquanto isso, o Grão-Duque Hereditário João e duas de suas irmãs, acompanhados por um ajudante de ordens, Guillaume Konsbruck, deveriam esperar na fronteira pela confirmação da ocupação. Por volta das 08:00, o primeiro-ministro e sua comitiva cruzaram a fronteira antes de fazer contato com as tropas francesas em Longlaville. Ligações telefônicas de última hora para a Cidade de Luxemburgo revelaram que a capital estava completamente cercada.
O grupo de Carlota conseguiu se juntar à comitiva do governo em Longwy. Enquanto isso, o carro do grupo de João foi metralhado por uma aeronave alemã enquanto estava parado em um café. Perto de Esch, o grupo foi atrasado por um bloqueio alemão e escapou quando seu motorista passou direto pelos soldados. O grupo acabou se juntando a Carlota e ao governo Grão-Ducal em Sainte-Menehould.
Às 08:00, elementos da 3.ª Divisão de Cavalaria Leve francesa sob o comando do General Robert Petiet, apoiados pela 1.ª Brigada Spahi sob o comando do Coronel Jouffault e pela 2.ª companhia do 5.º Batalhão Blindado, cruzaram a fronteira sul para realizar uma investigação das forças alemãs; essas unidades mais tarde recuaram para trás da Linha Maginot. Cinco Spahis foram mortos. O marechal do ar britânico Arthur Barratt, impaciente com a relutância da Força Aérea Francesa em conduzir ataques aéreos, ordenou que um voo de bombardeiros Fairey Battle do Esquadrão N.º 226 da RAF atacasse colunas de tanques alemães. Eles seguiram sem escolta e enfrentaram um pesado fogo antiaéreo. A maioria foi danificada por fogo antiaéreo, mas conseguiu escapar. Um deles foi atingido diretamente e caiu perto de Bettendorf. Soldados alemães retiraram os três tripulantes feridos dos destroços em chamas, um dos quais morreu mais tarde em um hospital local.
A Gendarmaria Grão-Ducal resistiu às tropas alemãs, mas sem sucesso; a capital foi ocupada antes do meio-dia. A cadeia de comando da Gendarmaria no sul ficou desorganizada com o fluxo de refugiados e a chegada de tropas alemãs e francesas. A maioria dos gendarmes escoltou refugiados através da fronteira, enquanto alguns abandonaram seus postos e fugiram para a França. O total de baixas luxemburguesas foi de seis gendarmes e um soldado ferido, enquanto 22 soldados (seis oficiais e 16 suboficiais) e 54 gendarmes foram capturados.
Na noite de 10 de maio de 1940, a maior parte do país, com exceção do sul, estava ocupada pelas forças alemãs. Mais de 90.000 civis fugiram do cantão de Esch-sur-Alzette como consequência do avanço. 47.000 foram evacuados para a França, juntando-se ao Êxodo de refugiados da Bélgica e do norte da França. Outros 45.000 foram para a parte central e norte de Luxemburgo.

## Consequências
Em 11 de maio, o governo grão-ducal chegou a Paris e instalou-se na legação de Luxemburgo. Temendo ataques aéreos alemães e achando as pequenas instalações inadequadas, o governo se mudou mais para o sul, primeiro para Fontainebleau e depois para Poitiers. Mais tarde, mudou-se para Portugal e Reino Unido, antes de finalmente se estabelecer no Canadá durante a guerra. No exílio, Carlota se tornou um importante símbolo de unidade nacional. Seu filho mais velho e herdeiro, João, alistou-se voluntariamente no Exército Britânico em 1942. O único representante oficial que ficou para trás foi Albert Wehrer, chefe do Ministério de Assuntos de Estado, bem como os 41 deputados.
No final de maio, Wehrer e vários funcionários de alto escalão estabeleceram uma "Comissão Administrativa" provisória para governar Luxemburgo no lugar da família Grão-Ducal e dos outros ministros. Wehrer manteve o Ministério de Assuntos de Estado e assumiu a responsabilidade pelas Relações Exteriores e Justiça; Jean Metzdorf ocupou as pastas do Interior, Transporte e Obras Públicas; Joseph Carmes administrou Finanças, Trabalho e Saúde Pública; Louis Simmer supervisionou Educação, e Mathias Pütz dirigiu Agricultura, Viticultura, Comércio e Indústria.
Nos dias seguintes à invasão, os oficiais luxemburgueses andavam livremente pela capital, embora os soldados regulares estivessem confinados em seus quartéis. O Coronel Émile Speller foi brevemente encarcerado pela Gestapo, mas depois foi libertado sob rigorosa supervisão.

## Citações
1. ↑  Waller 2012, p. 11.
2. 1 2  Thomas 2014, pp. 15–16.
3. 1 2  Waller 2012, p. 23.
4. ↑  «Luxembourg Army History». National Museum of Military History Diekirch. Musée national d'histoire militaire. Consultado em 6 de outubro de 2016. Cópia arquivada em 22 de agosto de 2006
5. ↑  Melchers 1979, p. 258.
6. ↑  Thomas 2014, p. 15.
7. ↑  Melchers 1979, pp. 258–259.
8. 1 2  Government of Luxembourg 1942, p. 36.
9. 1 2  Biographie nationale du pays de Luxembourg : Fascicule 11 (em francês). [S.l.]: Bibliothèque nationale de Luxembourg. p. 24
10. 1 2 3 4 5 6 7  Belgium 1941, p. 100.
11. 1 2 3 4 5 6 7  Ramalho, Margarida de Magalhães (23 de maio de 2019). «A fuga para a liberdade da família grã-ducal». Contacto. Consultado em 29 de março de 2020
12. 1 2 3 4 5 6  Horne, Alistair, To Lose a Battle, p.258-264
13. ↑  Melchers 1979, p. 259.
14. 1 2 3 4  May 2015, pp. 3–4.
15. 1 2  Kaufmann & Kaufmann 2007, p. 176.
16. ↑  Government of Luxembourg 1942, p. 34.
17. 1 2  Artuso 2015, pp. 138–139.
18. ↑  Rothbrust 1990, p. 47.
19. 1 2  «Inauguration du Monument érigé à la Mémoire des Morts de la Force Armée de la guerre de 1940-1945» (PDF). Grand Duché de Luxembourg Ministére D'État Bulletin D'Information (em francês). 4 (10). Luxembourg: Service information et presse. 31 de outubro de 1948. p. 147
20. 1 2 3 4 5  Government of Luxembourg 1942, p. 37.
21. ↑  Spiller 1992, p. 234.
22. ↑  Waller 2012, p. 29.
23. ↑  Grand Duché de Luxembourg Ministére D'État Bulletin D'Information (PDF) (em francês). [S.l.]: Service information et presse. 1996. p. 74. Consultado em 1 de setembro de 2016. Arquivado do original (PDF) em 13 de setembro de 2016
24. ↑  Government of Luxembourg 1942, p. 38.
25. ↑  Raths 2008, p. 7.
26. ↑  «75 Jahre danach!». National Museum of Military History Diekirch (em alemão). Musée National d'Histoire Militaire. 2 de julho de 2015. Consultado em 20 de agosto de 2016
27. ↑  Waller 2012, p. 58.
28. ↑  Waller 2012, p. 42.
29. ↑  «Décès du Colonel E. Speller, Aide de Camp de S. A. R. Madame la Grande-Duchesse de Luxembourg» (PDF). Grand Duché de Luxembourg Ministére D'État Bulletin D'Information (em francês). 8 (12). Luxembourg: Service information et presse. 29 de fevereiro de 1952. p. 30. Consultado em 24 de maio de 2018. Arquivado do original (PDF) em 22 de agosto de 2016